# Ессентукский историко-краеведческий музей имени В. П. Шпаковского
Ессентукский историко-краеведческий музей им. В. П. Шпаковского (бывш. Ессентукский народный музей) — государственный музей историко-художественной направленности. Располагается в центральной части города Ессентуки в старинном особняке, принадлежавшем священнику Д. Я. Карагачёву и являющимся памятником архитектуры регионального значения.

## Музейное дело в Ессентуках

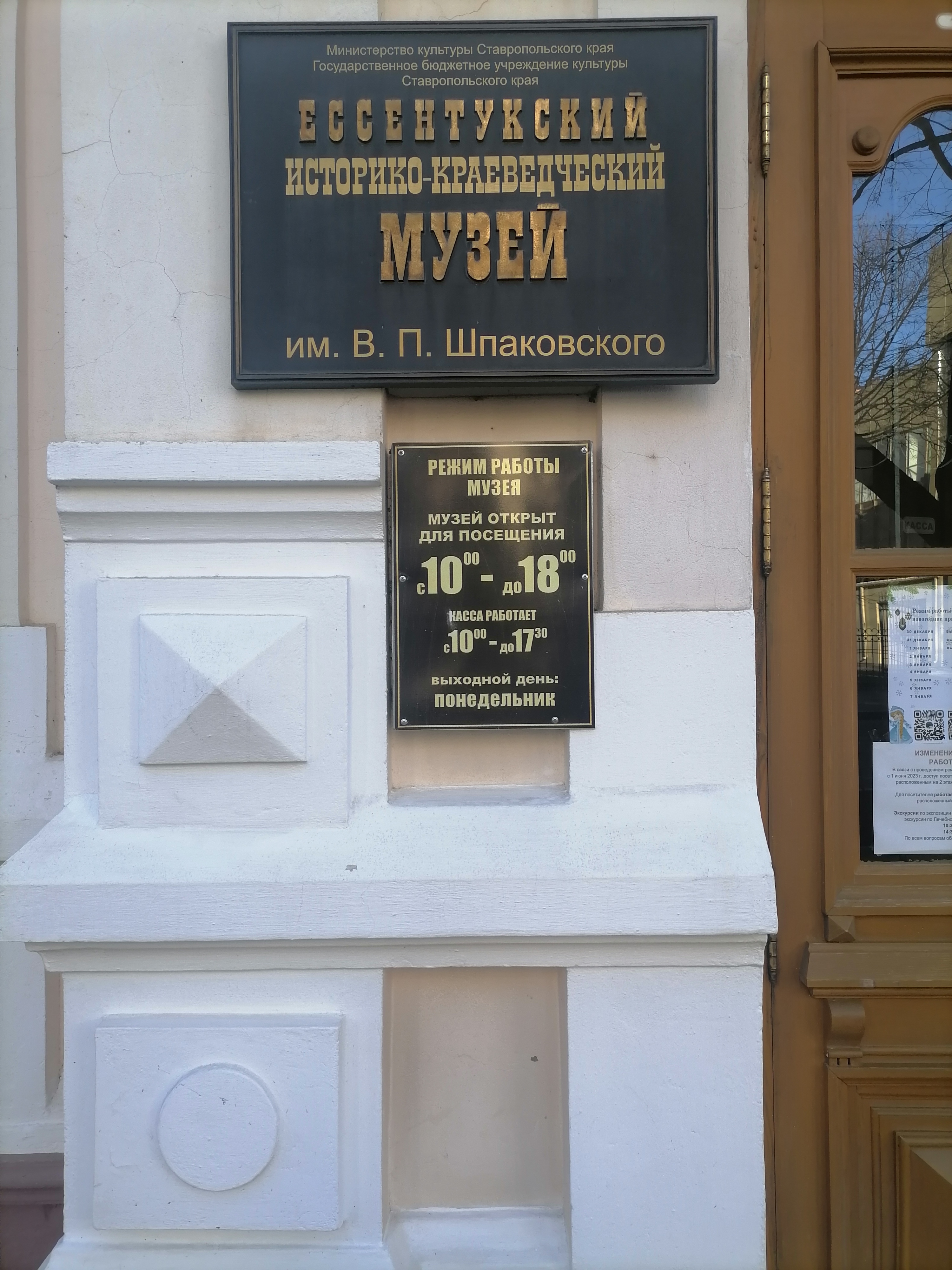

До недавнего времени считалось, что Ессентукский историко-краеведческий музей, созданный В. П. Шпаковским, является первым городским музеем. Исследования, проведённые в фондах музея, показали, что до Великой Отечественной войны в городе параллельно работали два музея: Курортный музей и Музей при Ессентукском педагогическом училище. Курортный музей был открыт в июле 1940 г. Его основателем был учитель и краевед Николай Михайлович Николаев. Музей при педучилище был основан директором учебного заведения — Владимиром Павловичем Шпаковским. Коллективы обоих музеев сотрудничали друг с другом. Музей при педучилище был ликвидирован вместе с учебным заведением, а Курортный музей уничтожен во время оккупации города в 1942 г. Н. М. Николаев и В. П. Шпаковский после войне самостоятельно пытались возобновить деятельность музеев. Однако это удалось только В. П. Шпаковскому. Музей при вновь открытом педучилище просуществовал недолго и погиб при аварии водопровода в помещении, где располагался. Долгое время экспонаты будущего Народного музея хранились дома у семьи Шпаковских.

## История музея
20 марта 1963 года — решение исполкома Ессентукского городского Совета депутатов трудящихся «О создании в городе краеведческого музея на общественных началах» с целью «координации и направления деятельности активистов краеведов и школьных краеведческих кабинетов».
2 мая 1963 года — открытие первой экспозиции музея на втором этаже Дома пионеров.
Октябрь 1963 года — в Общественный совет музея входит более 50 человек. Академик М. Е. Массон передал музею палеонтологическую коллекцию. Геологи Северо-Кавказского геологического управления передали в фонды музея обширную геологическую коллекцию.
1963—1964 года — полевые исследования музея мавзолеев золотоордынского времени в окрестностях Ессентуков. Участие принимали школьники, а также сотрудники Пятигорского краеведческого музея, консультировали археологи А. П. Рунич, Г. А. Пугаченкова и М. Е. Массон.
24 ноября 1964 года — исполком Ессентукского горсовета депутатов трудящихся вынес решение № 632 «О выделении помещения для размещения народного музея».
Лето 1964 года — раскопки кургана «Франчиха» в Ессентуках. Находки были переданы в музей.
2 ноября 1966 года — официальное открытие Народного музея города Ессентуки. На втором этаже старинного особняка (ул. Кисловодская, 5) открылась первая постоянная экспозиция музея.
1968 год — в фондах Народного музея собрано более 10000 экспонатов.
1969 год — в год празднования 100-летия со дня рождения В. И. Ленина в музее проводится череда мероприятий. Фонды музея пополняются экспонатами, связанными с временами жизни В. И. Ленина.
23 октября 1969 года — Ессентукский народный музей по решению Ессентукского горкома союза работников культуры получил звание «Отличной работы».
1970 год — в основной экспозиции Народного музея создан новый отдел «Развитие Ессентукского курорта. 1950-70 годы».
1973 год — в музее работает семь постоянных отделов. Самому молодому экскурсоводу музея 50 лет. Поставлена проблема перевода музея в разряд государственных. Музей встретил 200000 посетителя.
Сентябрь 1973 года — в связи с неудовлетворительным состоянием помещений музей закрыт для посещения до окончания ремонтных работ.
1976 год — закончено оформления отдела основной экспозиции «Великая Отечественная война». В музее широко празднуется 80-летний юбилей известной советской художницы и почётного общественного сотрудника музея — Ю. В. Разумовской.
31 марта 1977 года — решение исполнительного комитета Ессентукского городского Совета депутатов трудящихся № 228 от 31.03.77 г. «О переводе народного краеведческого музея в филиал краевого Государственного музея». Музей получил государственный статус.
1 апреля 1978 года — в должность директора Ессентукского филиала краевого музея вступила Валентина Александровна Хорунженко.
1981 год — в основной экспозиции музея открыт отдел «Современные Ессентуки».
1985 год — реконструкция музейной экспозиции. Открыт обновлённый зал «Великая Отечественная война».
1986 года — в музее стали традиционными торжественные приёмы в пионеры школьников Ессентуков.
21 февраля 1986 года — в музее открылись для посещения два зала, в которых были представлены история образования станицы Ессентукской, курорта, установления Советской власти, гражданской войны и первых пятилеток на Северном Кавказе и в городе-курорте.
30 апреля 1986 года — открыта мемориальная комната, посвящённая профессору В. И. Разумовскому.
4 сентября 1988 года — музей и вся городская общественность понесла невосполнимую утрату — умер основатель музея В. П. Шпаковский.
8 февраля 1990 года — решением исполнительного комитета Ессентукского Совета народных депутатов в память об основателе музея присвоено имя В. П. Шпаковского.
Май 1992 года — в музее развёрнута выставка, посвящённая возрождению казачества.
1992 год — отделение Госбанка переведено в новое здание. Музею переданы помещения первого этажа и музей занял всё здание.
7 марта 1996 года — в музее открылась выставка работ заслуженного художника Российской Федерации П. М. Гречишкина.
2001 год — в большом выставочном зале на средства администрации города и частных меценатов произведён ремонт.
1 ноября 2007 года — открытие I научно-краеведческих «Зерновских чтений».
Ноябрь 2009 года — II научно-краеведческие «Зерновские чтения».
2011—2012 года — ремонтные работы по укреплению части фундамента здания музея и замене перекрытий пола первого этажа.
Ноябрь 2012 года — III научно-краеведческие «Зерновские чтения».

## В. П. Шпаковский — основатель музея

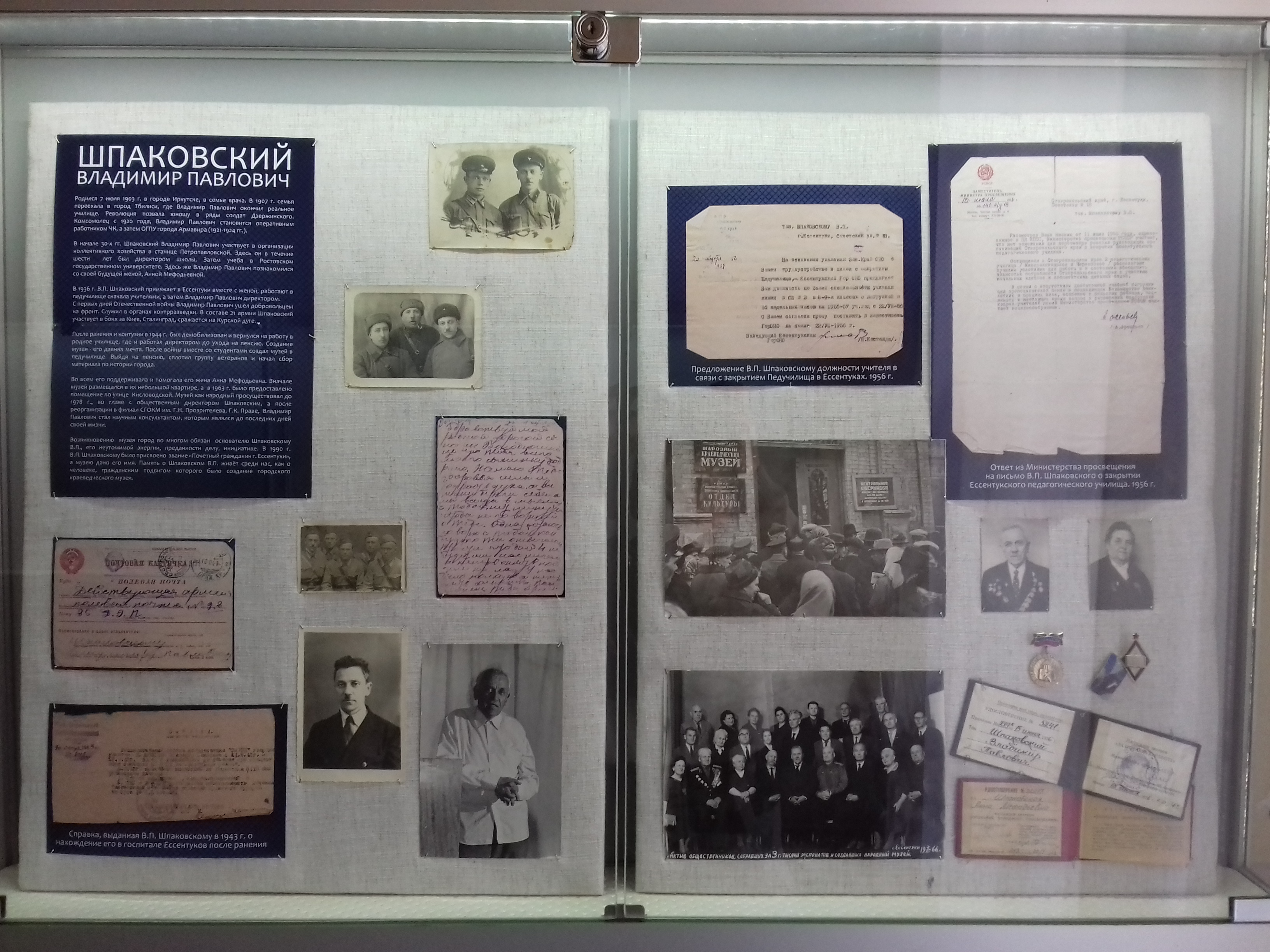
Стенд о В. П. Шпаковском установлен в основной экспозиции музея. Апрель 2016 г.

Владимир Павлович Шпаковский родился 7 июля 1903 г. в Иркутске. Позже семья переехала в Тифлис. В 1920 г. Шпаковский вступил в ряды ВЛКСМ, а через год стал сотрудником ЧК, до 1924 г. проработал оперативным работником ОГПУ г. Армавира. В начале 1930-х гг. работал директором школы в Краснодарском крае, затем учился в Ростовском государственном университете, где познакомился со свой будущей женой Анной Мефодьевной. После окончания университета в 1936 г. молодая семья переехала в Ессентуки. Работал в городском педагогическом училище, при котором был организован небольшой музей. Во время ВОВ был призван в ряды Советской армии, участвовал в боях за Киев, под Сталинградом и Курском, но после контузии в 1944 г. демобилизован домой. Долгие годы был директором педагогического училища в Ессентуках, где вновь попытался создать музей. После выхода на пенсию всё свободное время отдал делу создания городского краеведческого музея. 4 сентября 1988 г. Владимира Павловича не стало. Его именем назван историко-краеведческий музей, сам Владимир Павлович включён в число почётных жителей г. Ессентуки.

## Экспозиция и выставочное пространство

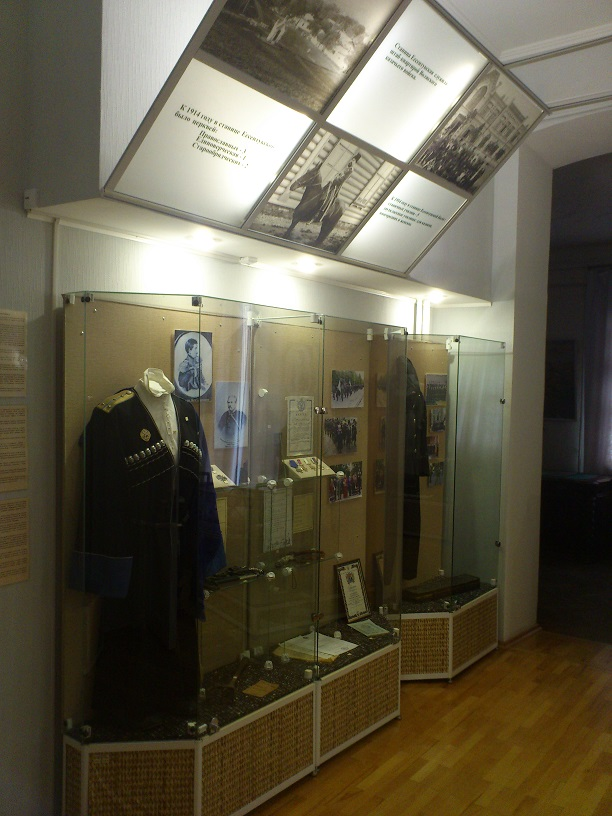
Основная экспозиция. Зал «Казачество»

Основная экспозиция музея располагается на втором этаже здания в шести залах. В первом зале собраны материалы, рассказывающие о древней истории региона. Здесь представлено несколько тем: палеонтология, геология, природное разнообразие Ессентуков и археология. Во втором зале собраны экспонаты, связанные с казачьей историей города. Наиболее примечательными предметами этого зала являются: детская кроватка, предметы вооружения, награды времён войны и предметы казачьего быта. Третий зал «Ессентуки курортные» включает портреты известных учёных и врачей, внесших значительный вклад в развитие курортного дела в городе. Несколько разделов в зале посвящено известным жителям Ессентуков: писателю А. Т. Губину, Е. А. Керсновской, художницы Ю. В. Разумовской. Крохотный экспозиционный зал занимает уникальный мебельный гарнитур. Считается, что он произведён в XVIII веке французскими мастерами. В музей комплекс предметов, состоящий из бюро, книжного шкафа, курульного кресла, трёх стульев и дивана был передан после списания в местном санатории № 5. Следующий зал музея принято называть мемориальной комнатой профессора В. И. Разумовского. На стендах представлены фотографии из личного архива известного хирурга и педагога, а в витрине личные вещи из семьи Разумовских. Последний экспозиционный зал раскрывает тему участия ессентучан в Великой Отечественной войне. Наиболее крупным экспонатом этого зала является советская 45-мм пушка, доставленная в Ессентуки с перевала Донгуз-Орун.
Музей имеет два выставочных зала на первом и втором этажах здания. В них проводятся временные внешние выставки, мероприятия и временные выставки из фондов музея.

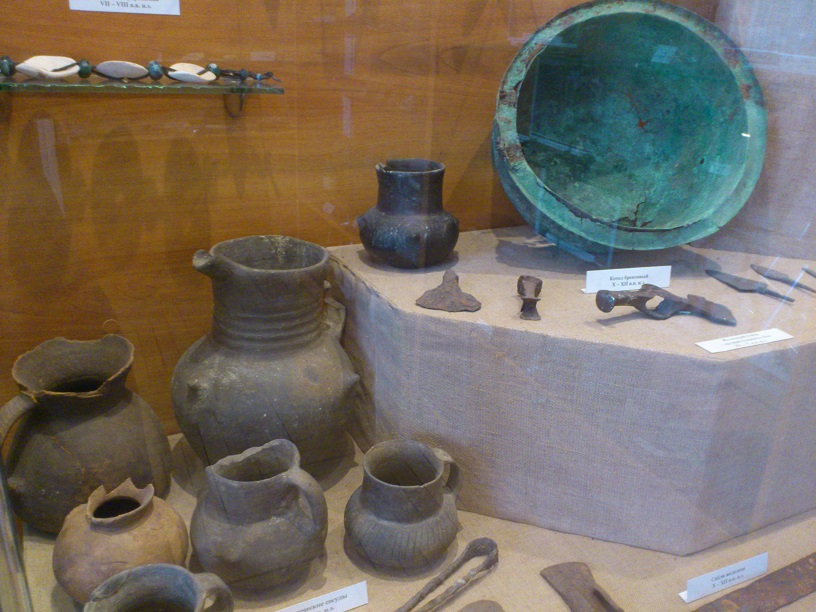
Фрагмент археологической экспозиции музея

## Фонды
Фонды музея формировались всю историю музея. В настоящий момент включают богатый документальный и фотографический материалы по истории Ессентуков и Кавказских Минеральных Вод. Нумизматическая коллекция музея включает награды известных ессентучан, монеты банкноты разных лет и сувенирные значки.
Наиболее ценные экспонаты
- Элементы строительных и облицовочных материалов мавзолеев золотоордынского времени
- Коллекция живописных и графических работ художницы Ю. В. Разумовской
- Мебельный гарнитур XVIII века с инкрустацией костьюМебельный гарнитур XVIII века в экспозиции музеяОблицовочная плита мавзолея XIV века. Представлена в первом экспозиционном зале

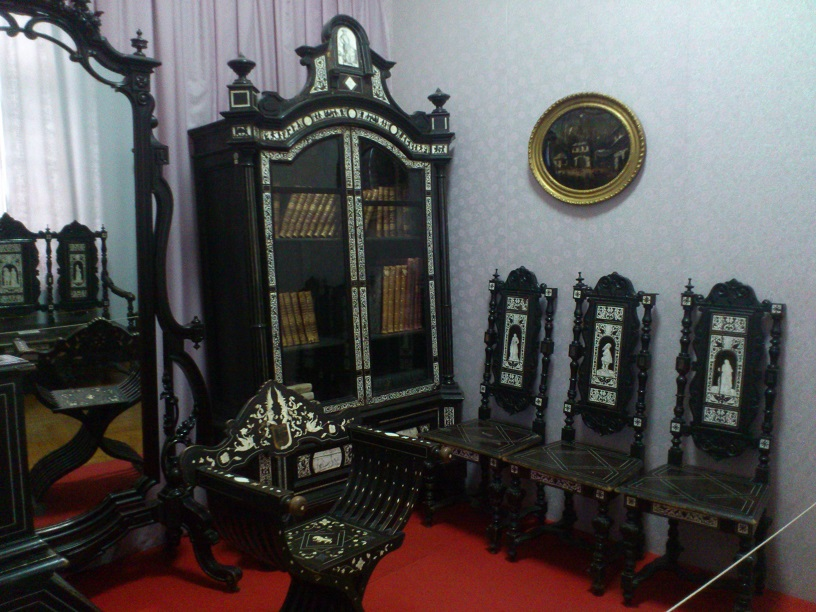
Мебельный гарнитур XVIII века в экспозиции музея

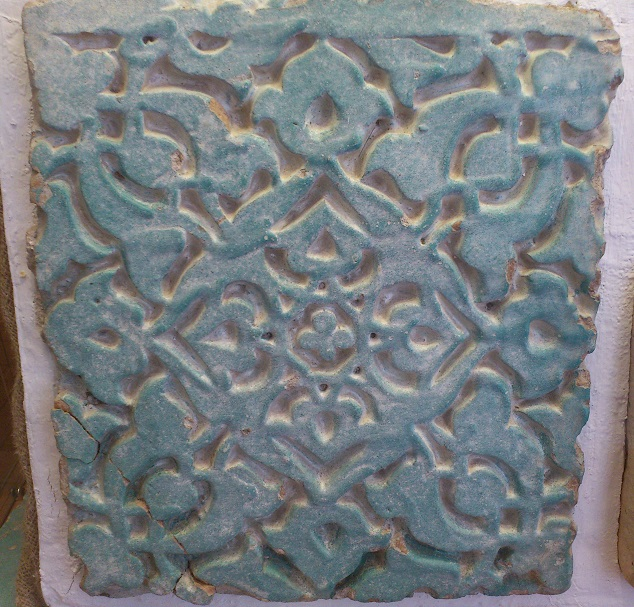
Облицовочная плита мавзолея XIV века. Представлена в первом экспозиционном зале

## Выставочная деятельность
Ежегодно в музее проводится несколько десятков выставок. В музее были представлены персональные выставки художников Ю. В. Разумовской, Н. В. Литосовой, Н. М. Вдовкина, А. И. Бабича, А. М. Рубца, С. Андрияки, А. С. Лютова, Е. А. Серовой, А. Майстренко, Е. Файко, А. Горбикова. Тематические выставки: Л. В. Маловичко, А. Г. Мишкичёва, Е. Н. Елисеевой, мастеров-кукольников из Ессентуков и других городов Юга России. На базе музея проходят учебные и отчётные выставки учащихся Школы искусств г. Ессентуки, учебного центра «Ренессанс», краевые выставки-конкурсы технического творчества.

## Издания музея
- Бюллетени Ессентукского народного краеведческого музея
- Сборники краеведческих материалов Ессентукского филиала Ставропольского музея краеведения им Г. К. Праве
- III Зерновские чтения — сборник статей III межрегиональной научно-практической конференции в г. Ессентуки. 2012 г.
- Данилов А. В. Опыт фондовой работы в историко-краеведческом музее. 2012 г.
- Древности Пятигорья: полный каталог археологической коллекции Ессентукского историко-краеведческого музея. 2015 г.